# Bistum Rajshahi
Das Bistum Rajshahi (lat.: Dioecesis Raishahiensis) ist eine in Bangladesch gelegene römisch-katholische Diözese mit Sitz in Rajshahi. Es umfasst die Gemeinden: Rajshahi, Notore, Pabna, Sirajgonj, Bogra, Chapai Nawabgonj, Naogaon und Joypurhat.

## Geschichte
Papst Johannes Paul II. gründete das Bistum Rajshahi mit der Apostolischen Konstitution  Quo aptius am 21. Mai 1990 aus Gebietsabtretungen des Bistums Dinajpur und unterstellte es dem Erzbistum Dhaka als Suffragandiözese.

## Bischöfe von Rajshahi
- Patrick D’Rozario CSC (21. Mai 1990 – 3. Februar 1995, dann Bischof von Chittagong)
- Paulinus Costa (11. Januar 1996 – 9. Juli 2005, dann Erzbischof von Dhaka)
- Gervas Rozario, seit dem 15. Januar 2007